# Santo Domingo, Guadalcázar
Santo Domingo är en ort i Mexiko.   Den ligger i kommunen Guadalcázar och delstaten San Luis Potosí, i den centrala delen av landet, 400 km norr om huvudstaden Mexico City. Santo Domingo ligger 1 393 meter över havet och antalet invånare är 821.
Terrängen runt Santo Domingo är huvudsakligen kuperad, men åt nordväst är den platt. Runt Santo Domingo är det mycket glesbefolkat, med 6 invånare per kvadratkilometer. Närmaste större samhälle är Entronque de Matehuala, 19,1 km väster om Santo Domingo. Omgivningarna runt Santo Domingo är i huvudsak ett öppet busklandskap.